# Marc Veyrat

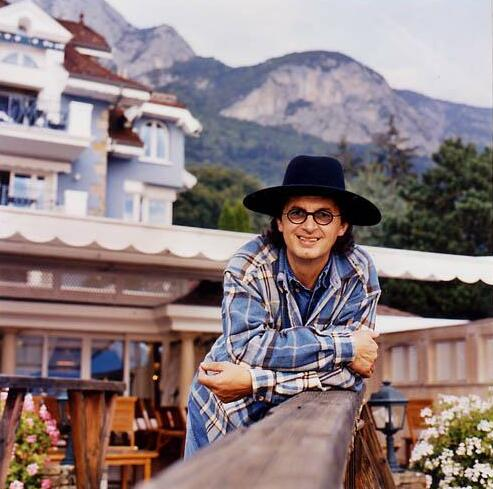
Marc Veyrat (2007)

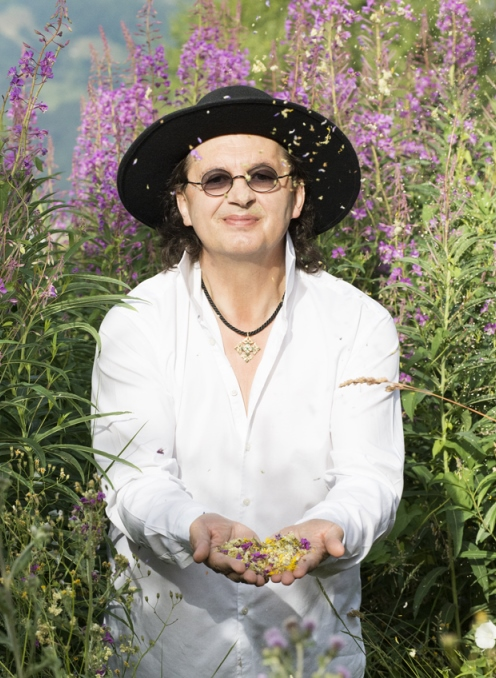
Marc Veyrat (2015)

Marc Veyrat (* 8. Mai 1950 in Annecy) ist ein französischer Koch, der sich auf Molekularküche und die Verwendung von Bergpflanzen und -kräutern spezialisiert hat. Er ist der erste von nur zwei Köchen, der vom Gault-Millau mit der Höchstnote 20 von 20 Punkten ausgezeichnet wurde.
Marc Veyrat ist bekannt für den Einsatz von Wurzeln, Bergpflanzen, Bergkräutern und Wildblumen, die in den französischen Alpen geerntet wurden. Sein Markenzeichen ist sein schwarzer Hut mit breiter Krempe.

## Leben
Er war der Besitzer der Restaurants La Maison de Marc Veyrat in Veyrier-du-Lac und La Ferme de mon Père in Megève. Heute betreibt er das Restaurant La Maison des Bois in Manigod. Alle drei Restaurants erhielten drei Michelinsterne. Im Guide Michelin 2019 verlor das Restaurant den dritten Stern.
Im Februar 2009 gab er bekannt, dass er seine Aktivitäten im Maison de Marc Veyrat aus gesundheitlichen Gründen einstellen muss. Das Hotel wird von seinen Kindern weitergeführt.
Im Dezember 2015 wurde Veyrat von einem französischen Gericht mit einer Geldstrafe von 100.000 € belegt, nachdem er in der Nähe eines seiner Restaurants 7000 m² geschützten Wald illegal gerodet hatte.
Im Juli 2019 erklärte Veyrat, er wolle seine Michelin-Sterne zurückgeben und verband dies mit einer Kritik an dem Restaurantführer infolge der Abwertung seines Restaurants auf zwei Sterne. Im September 2019 klagte Veyrat gegen Guide Michelin und verlangte, die Gründe für die Herabstufung zu erfahren; im Dezember wurde die Klage abgewiesen, da die Michelin-Beurteilung durch die Meinungsfreiheit gedeckt sei.

## Auszeichnungen
- Dreimal drei Sterne im Guide Michelin; in der Ausgabe 2019 zwei Sterne[7]
- ab 2004: zweimal 20/20 Punkte im Gault-Millau

## Veröffentlichungen
- Fou de saveurs (1994)
- Herbier gourmand (1997)
- La cuisine paysanne (1998)
- Quatre saisons (à la carte) (2000)
- L'herbier des montagnes – Tout savoir sur les plantes et les fleurs d'altitude (2000)
- Déguster les plantes sauvages (2003)
- L'encyclopédie culinaire du XXIe siècle (2003)
- L'herbier à croquer (2004)
- Le gibier en 80 recettes (2004)
- Herbier gourmand (2004)
- Cuisine paysanne (2005)